# 20 settembre
Il 20 settembre è il 263º giorno del calendario gregoriano (il 264º negli anni bisestili). Mancano 102  giorni alla fine dell'anno.
Il 20 settembre è anche il primo giorno dell'anno massonico.

## Eventi
- 1159 – Consacrazione di papa Alessandro III
- 1276 – Consacrazione di papa Giovanni XXI
- 1378 – Scisma d'Occidente e designazione dell'antipapa Clemente VII
- 1519 – Ferdinando Magellano inizia il suo viaggio attorno al mondo
- 1526 – Il cardinale Pompeo Colonna occupa con un esercito di 9000 uomini la porta di San Giovanni in Laterano e di Trastevere, costringendo papa Clemente VII a rifugiarsi a Castel Sant'Angelo e lasciando saccheggiare il Vaticano
- 1565 – Truppe spagnole occupano in America settentrionale il possedimento francese Fort Caroline, nei pressi dell'odierna Jacksonville
- 1596 – Diego de Montemayor fonda la città di Monterrey, in Messico
- 1643 – Guerra civile inglese, battaglia di Newbury: Robert Devereux, conte di Essex, sconfigge l'esercito realista comandato da Carlo I d'Inghilterra a Newbury (Berkshire)
- 1644 – Shunzhi, imperatore della Cina, sposta la capitale da Shenyang a Pechino
- 1792 – Battaglia di Valmy, la Francia sconfigge la Prussia
- 1793 – Viene proposta e approvata in Francia l'adozione del calendario rivoluzionario francese
- 1850 – La tratta degli schiavi viene abolita nel Distretto di Columbia
- 1854 – Battaglia di Alma: truppe britanniche e francesi sconfiggono i russi in Crimea
- 1860 – Edoardo, principe di Galles, visita gli Stati Uniti d'America
- 1863 – Guerra civile americana: fine della battaglia di Chickamauga
- 1870 – Presa di Roma: le truppe del Regno d'Italia entrano a Roma attraverso la breccia di Porta Pia, sancendo così l'unificazione del Lazio con l'Italia e la fine del potere temporale dei papi
- 1881 – Chester A. Arthur diventa il 21º presidente degli Stati Uniti d'America
- 1903 – Entra in funzione il primo servizio pubblico di autobus del Giappone nella tratta Nakadachiuri-Shichijō-Gion a Kyoto, in commemorazione del quale dal 1987 si celebra la Festa del bus (バスの日?, Bus no hi)[2]
- 1905 – Avviene la prima proiezione cinematografica in Italia con il film La presa di Roma di Filoteo Alberini mostrato in pubblico nel Piazzale di Porta Pia a Roma[3][4]
- 1918 – Prima presunta comparsa delle stigmate di Padre Pio da Pietrelcina
- 1932 – India: Gandhi inizia in prigione il suo primo sciopero della fame per i paria
- 1937 – Guerra civile spagnola: presa Peña Blanca, finisce la battaglia di El Mazuco
- 1942
  - Seconda guerra mondiale, Operazione B.G.4: un commando di Uomini Gamma partito dal Sommergibile Scirè (comandato dal Capitano di Corvetta Junio Valerio Borghese) si infiltra nella Baia di Gibilterra con tre SLC e affonda tre petroliere britanniche
  - Göteborg, Svezia: Gunder Hägg infrange la barriera dei 14 minuti sui 5000 metri, fermando il cronometro a 13.58,20
- 1944
  - Carlo Teodoro del Belgio assume la reggenza del Belgio al posto del fratello Leopoldo III
  - Seconda guerra mondiale: nel corso dell'Operazione Market Garden le truppe congiunte inglesi e statunitensi conquistano il ponte sul Waal a Nimega
- 1945 – India: Gandhi e Jawaharlal Nehru chiedono che le truppe britanniche lascino il paese
- 1946 – Prima edizione del Festival cinematografico di Cannes
- 1949 – Entra in vigore l'acquisizione della piena sovranità alla neocostituita Repubblica Federale di Germania
- 1954 – Viene eseguito il primo programma in FORTRAN
- 1958 – In Italia entra in vigore la legge Merlin con cui, decretando la chiusura delle case di tolleranza, si intendeva porre termine al fenomeno dello sfruttamento della prostituzione
- 1960 – Alto Volta, Ciad, Cipro, Costa d'Avorio, Dahomey, Gabon, Madagascar, Niger, Repubblica Centrafricana, Repubblica del Congo, Somalia, Togo e Camerun entrano a far parte dell'ONU
- 1962 – A James Meredith, un afro-americano, viene impedito l'ingresso all'Università del Mississippi
- 1966 – La Guyana entra a far parte dell'ONU
- 1969 - Eddy Ottoz, nella gara dei 110 ostacoli, ottiene l'unica medaglia d'oro per l'Italia ai Campionati Europei di atletica leggera di Atene
- 1973 – Billie Jean King batte Bobby Riggs in un incontro di tennis uomo contro donna
- 1976 – Un Boeing 727 turco si schianta contro una montagna a Isparta causando 155 le vittime, delle quali 85 italiane
- 1977
  - Azione Rivoluzionaria rivendica l'ordigno esplosivo che causa otto contusi nella sede della Stampa di Torino
  - Vietnam e Gibuti entrano a far parte dell'ONU
  - In Italia per la prima volta si avvia l'anno scolastico a settembre
- 1979
  - Lee Iacocca viene eletto presidente della Chrysler Corporation
  - Colpo di Stato nell'Impero Centrafricano, viene rovesciato l'imperatore Bokassa I
- 1984 – Un attentatore suicida a bordo di un'autobomba assalta l'ambasciata statunitense di Beirut in Libano, uccidendo 12 persone
- 1992
  - Si svolgono in Estonia le prime elezioni dopo l'indipendenza dall'Unione Sovietica
  - Referendum in Francia sull'adesione al Trattato di Maastricht: vincono i "sì"
- 2003
  - Referendum di adesione all'Unione europea in Lettonia: 69% favorevoli, 31% contrari, votanti 72,5%
  - La sonda spaziale Galileo della NASA è alla sua ultima missione: dopo quattordici anni di scoperte scientifiche si disintegra nell'atmosfera di Giove
- 2004 – Gli USA revocano l'embargo militare e commerciale con la Libia; lo stesso giorno Romano Prodi propone all'attenzione dell'Unione europea la fine dell'embargo europeo.

## Nati
Ci sono circa 1 220 voci su persone nate il 20 settembre; vedi la pagina Nati il 20 settembre per un elenco descrittivo o la categoria Nati il 20 settembre per un indice alfabetico.

## Morti
Ci sono circa 480 voci su persone morte il 20 settembre; vedi la pagina Morti il 20 settembre per un elenco descrittivo o la categoria Morti il 20 settembre per un indice alfabetico.

## Feste e ricorrenze

### Civili
Nazionali:
- Italia – Festa della liberazione della capitale e dell'unificazione nazionale (1870); abolita dal Fascismo.

### Religiose
Cristianesimo:
- Santi Andrea Kim Taegon, Paolo Chong Hasang e compagni, martiri coreani
- San Prospero da Centuripe martire
- Santa Candida di Ventotene, martire a Cartagine
- San Dorimedonte, martire
- Santi Eustachio, Teopista e i figli Agapio e Teopisto, martiri
- Santa Fausta di Narni, martire
- San Giancarlo Cornay, martire nel Tonchino
- Santi Ipazio, Asiano e Andrea, martiri
- San José María Yermo y Parres, sacerdote
- Santi Lorenzo Han I-hyong e compagni, martiri
- Santa Susanna di Eleuteropoli, monaca e martire
- Beato Adelpreto II, vescovo e martire
- Beata Anna Maria Tauscher van den Bosch (Maria Teresa di San Giuseppe), fondatrice delle Suore carmelitane del Divin Cuore di Gesù
- Beata Candida da Como
- Beato Francisco Martín Fernández de Posadas, domenicano
- Beato Giovanni Francesco Ballanti, francescano
- Beato Tommaso Johnson, sacerdote certosino, martire

Religione romana antica e moderna:
- Natale di Romolo